# I'll Stand by You
I'll Stand by You è il secondo singolo estratto dal sesto album dei The Pretenders Last of the Independents.
Scritta da Chrissie Hynde, quest'ultimo successo in ordine cronologico del gruppo è una ballata che parla d'amore. Ha raggiunto la posizione numero 16 della classifica americana Billboard Hot 100, è entrato in top40 nella classifica Billboard's Modern Rock Tracks e ha raggiunto la posizione numero 10 in Regno Unito, riscuotendo così maggior successo del precedente singolo Night in My Veins in entrambi i paesi. 
Nel 1997 la cantautrice Paola Turci ne ha inciso una versione in italiano intitolata "Non ti voglio più" inserita nell'album di cover Oltre le nuvole.
Nel 2005 la cantautrice italiana Soul-Pop Giorgia Todrani ne incide una versione live per il suo Mtv Unplugged.
Nel 2010 la canzone è stata interpretata dalla cantante colombiana Shakira in occasione della raccolta fondi per il terremoto che ha colpito Haiti; anche Glee ha eseguito questa canzone durante la sua prima stagione tramite la voce di Cory Monteith/Finn Hudson, diventando presto una delle performance più apprezzate di Finn da parte dei fan i cosiddetti Gleeks, il pezzo è stato interpretato una seconda volta nella serie tv, ma questa volta da Amber Riley / Mercedes Jones nell'episodio tributo proprio a Monteith, scomparso il 13 luglio 2013, l'episodio è chiamato The Quarterback.

## Classifiche
| Classifica (1994)                 | Posizione raggiunta |
| --------------------------------- | ------------------- |
| Australian ARIA Singles Chart     | 8                   |
| Official Singles Chart            | 10                  |
| U.S. Billboard Hot 100            | 16                  |
| U.S. Billboard Modern Rock Tracks | 21                  |
| Swedish Top 60 Singles            | 21                  |

## Versione delle Girls Aloud
Le Girls Aloud hanno eseguito una cover della canzone inserendola nel loro album What Will the Neighbours Say? ed estraendola come terzo singolo, abbinato alla campagna benefica Children in Need. La canzone ha raggiunto la vetta della classifica britannica e rimanendo in cima alla classifica per due settimane consecutive.
La versione delle Girls Aloud è stata prodotta da Brian Higgins insieme agli Xenomania.
Il singolo, pubblicato il 15 dicembre 2004 dall'etichetta discografica Polydor, conteneva anche le b-side Real Life, già contenuta nel disco, e un medley dell'album stesso.

### Tracce e formati
UK CD1 (Polydor / 9869129)
1. I'll Stand by You — 3:42
2. Real Life — 3:41

UK CD2 (Polydor / 9869130)
1. I'll Stand by You — 3:42
2. I'll Stand by You (Tony Lamezma's Club Romp) — 5:05
3. What Will the Neighbours Say? Album Medley — 3:14
4. I'll Stand by You (Video) — 3:44
5. I'll Stand by You (Karaoke Video) — 3:44
6. I'll Stand by You (Game)

### Classifiche
| Classifica (2004) | Posizione raggiunta |
| ----------------- | ------------------- |
| Regno Unito       | 1                   |
| Irlanda           | 3                   |
| Paesi Bassi       | 85                  |

## Versione di Carrie Underwood
Un'altra cover, in chiave country, è stata eseguita da Carrie Underwood nel 2007.

### Classifiche
| Classifica (2007)                | Posizione massima |
| -------------------------------- | ----------------- |
| U.S. Billboard Hot 100           | 6                 |
| U.S. Billboard Pop 100           | 6                 |
| U.S. Billboard Hot Country Songs | 41                |